# Jesper Skibby

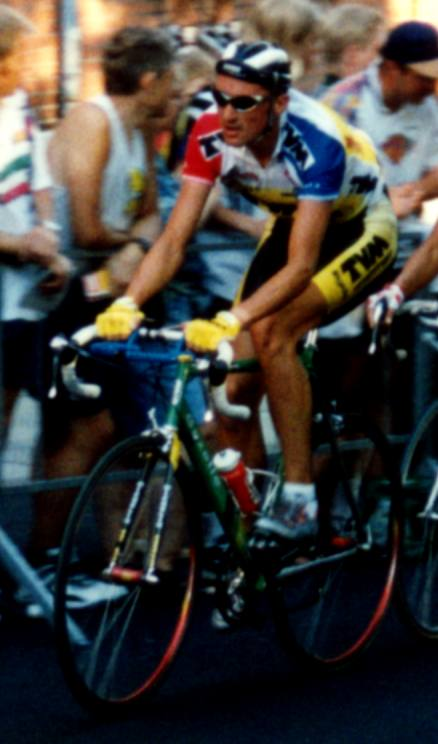
Jesper Skibby in 1997

Jesper Skibby (Silkeborg, 21 maart 1964) is een voormalig Deens wielrenner.
Een groot deel van zijn loopbaan reed Skibby in Nederlandse dienst, bij de TVM-ploeg. Op 20 november 2006 gaf hij in zijn boek Let me explain dopinggebruik toe. Hij gebruikte onder meer epo, cafeïne en anabolica.
Zijn jongere zus Karina (1965) was ook actief als wielrenster, net als hun vader Willy Skibby (1942).

## Palmares
1987
- 1e etappe deel B (tijdrit) Ronde van Denemarken

1988
- 5e etappe deel A (tijdrit) Ronde van Denemarken

1989
- 19e etappe Ronde van Italië

1990
- 3e en 10e etappe (tijdrit) Ronde van de Europese Gemeenschap

1991
- 3e en 7e etappe Ronde van Spanje
- 7e etappe Tirreno-Adriatico

1993
- 5e etappe Ronde van Nederland
- 5e etappe Ronde van Frankrijk

1994
- 5e etappe en eindklassement Ronde van Nederland
- 1e en 6e etappe Ronde van Asturië
- 4e etappe Tirreno-Adriatico

1995
- 9e etappe Ronde van Spanje
- 2e en 5e etappe Ronde van Denemarken

1996
- 4e etappe Ronde van Denemarken

1998
- Omloop der Vlaamse Ardennen-Ichtegem

1999
- 5e etappe Ronde van Luxemburg
- 3e etappe Ronde van Zweden
- Circuito de Getxo

## Resultaten in voornaamste wedstrijden
| Jaar | Ronde van Italië | Ronde van Frankrijk | Ronde van Spanje |
| ---- | ---------------- | ------------------- | ---------------- |
| 1987 | opgave           | 29e                 |                  |
| 1988 |                  |                     |                  |
| 1989 | 14e (1)          | 41e                 |                  |
| 1990 | opgave           |                     |                  |
| 1991 |                  |                     | 28e (2)          |
| 1992 |                  | 56e                 | opgave           |
| 1993 |                  | 53e (1)             |                  |
| 1994 |                  | 45e                 | opgave           |
| 1995 |                  | 49e                 | 48e (1)          |
| 1996 |                  | 29e                 |                  |
| 1997 |                  | 82e                 |                  |
| 1998 |                  |                     |                  |
| 1999 |                  |                     |                  |
| 2000 |                  | opgave              |                  |

| Jaar | Milaan-San Remo | Gent-Wevelgem | Ronde van Vlaanderen | Amstel Gold Race | Luik-Bast.‑Luik | Ronde van Lombardije | Parijs-Brussel | Brabantse Pijl |
| ---- | --------------- | ------------- | -------------------- | ---------------- | --------------- | -------------------- | -------------- | -------------- |
| 1987 |                 | 24e           |                      | 48e              |                 |                      |                |                |
| 1988 | 60e             |               |                      | 32e              | 66e             |                      | 16e            |                |
| 1989 |                 |               |                      |                  |                 |                      |                |                |
| 1990 | 7e              | 71e           |                      |                  | 98e             |                      | 7e             |                |
| 1991 |                 |               | 7e                   |                  |                 |                      | 66e            |                |
| 1992 | 161e            | 96e           | 8e                   |                  |                 |                      |                |                |
| 1993 |                 |               |                      |                  |                 | 6e                   |                |                |
| 1994 | 47e             | 98e           | 11e                  | 18e              |                 |                      |                | 6e             |
| 1995 | 9e              | 71e           | 6e                   | 5e               | 50e             |                      |                |                |
| 1996 | 125e            |               |                      |                  |                 |                      |                |                |
| 1997 | 13e             | 109e          |                      |                  |                 |                      |                |                |
| 1998 |                 |               | 39e                  |                  |                 |                      |                |                |
| 1999 |                 | 120e          |                      |                  |                 |                      |                |                |
| 2000 | 178e            |               | 94e                  |                  |                 |                      |                | 7e             |

## Ploegen
- 1986 - Roland-Van de Ven
- 1987 - Roland-Skala
- 1988 - Roland
- 1989 - TVM-Ragno
- 1990 - TVM
- 1991 - TVM-Sanyo
- 1992 - TVM-Sanyo
- 1993 - TVM-Bison Kit
- 1994 - TVM-Bison Kit
- 1995 - TVM
- 1996 - TVM-Farm Frites
- 1997 - TVM-Farm Frites
- 1998 - Team Home-Jack & Jones
- 1999 - Team Home-Jack & Jones
- 2000 - MemoryCard-Jack & Jones

Anderson · 
Bol · 
Capiot · 
De Keulenaer ·
Hanegraaf · 
Eriksen ·  
Kleinsman · 
Lammertink · 
Luyckx ·
Pieters · 
Schalkers · 
Schurer · 
Siemons ·
Skibby ·
Stockton ·
van der Velde (tot 14/08) ·
van Loenhout ·
van Wijk ·
Vandenbrande
Anderson · 
Barth ·
Bol · 
Capiot · 
Ducrot ·
Hanegraaf · 
Jacobs ·  
Kleinsman (tot 31/08) · 
Luyckx ·
Müller ·
Pedersen ·
Pieters · 
Schalkers · 
Schurer · 
J. Siemons ·
M. Siemons ·
Skibby ·
Sunderland ·
Van Den Bossche ·
van Loenhout ·

van Wijk ·
Vandenbrande
Barth ·
Capiot · 
Ducrot ·
Gutte · 
Hamburger · 
Harmeling ·  
Konysjev · 
Kuum ·
Müller ·
Meinert-Nielsen · 
Oeslamin ·
Schalkers · 
Schurer · 
J. Siemons ·
M. Siemons ·
Skibby ·
Sunderland ·
Theunisse ·
Van Den Bossche ·
van der Pas ·
van Loenhout ·
Zjdanov ·
van de Meulenhof (stagiair)
Barth ·
Capiot ·  
Hamburger · 
Harmeling ·
Hoffman ·  
Konysjev · 
Meinert-Nielsen · 
Millar ·
Oeslamin ·
Schurer · 
J. Siemons ·
M. Siemons ·
Skibby ·
Sunderland ·
Theunisse ·
Van Den Bossche ·
van der Pas ·
Wijnands ·
Zjdanov ·
De Clercq (stagiair) ·
Henry (stagiair) ·
Konings (stagiair)
Capiot ·  
de Vries ·
den Bakker ·
Girardi ·
Hamburger · 
Harmeling ·
Hermans ·
Hoffman ·  
Lauritzen · 
Meinert-Nielsen · 
Millar ·
Nelissen ·
Schurer · 
Skibby ·
Sunderland ·
Talen ·
Theunisse ·
Van Den Bossche ·
van Steen ·
Voskamp ·
Wijnands ·
Knaven (stagiair) ·
Meier (stagiair)
Blijlevens ·
Capiot ·  
Cornelisse ·
den Bakker ·
Hamburger · 
Harmeling ·
Hoffman · 
Knaven · 
Lauritzen · 
Meier ·
Meinert-Nielsen · 
Millar ·
Nelissen ·
Rooks · 
Skibby ·
Sunderland ·
Theunisse ·
Van Den Bossche ·
van Steen ·
Voskamp ·
Johnsen (stagiair) ·
Møller (stagiair) ·
Van Dyck (stagiair)
Appeldoorn ·
Blijlevens ·
Cornelisse ·
den Bakker ·
Hamburger · 
Harmeling (tot 15/10) ·
Hoffman · 
Johnsen ·
Knaven · 
Luppes · 
Meier ·
Meinert-Nielsen · 
Nijdam ·
Redant ·
Rooks · 
Skibby ·
Thebes ·
Theus ·
Van De Laer ·
van der Steen ·
Van Dyck ·
Van Petegem ·
van Steen ·
Voskamp ·
de Jongh (stagiair) · 
Kjærgaard (stagiair) ·
Lotz (stagiair) 
Blijlevens ·
Buurstede ·
Cornelisse (tot 19/09) ·
de Jongh ·
den Bakker·
Hamburger · 
Hoffman · 
Johnsen ·
Kjærgaard ·
Knaven ·  
Nijdam ·
Pétilleau ·
Poelnikov ·
Redant ·
Roux · 
Skibby ·
Thebes ·
Van De Laer ·
van der Steen ·
Van Dyck ·
Van Malderghem ·
Van Petegem ·
van Steen ·
Voskamp · 
Sonne (stagiair) 
Andersson ·
Blijlevens ·
Capiot ·
de Jongh ·
de Koning ·
den Bakker ·
Dubbeldam ·
Hamburger · 
Hoffman · 
Ivanov ·
Kjærgaard ·
Knaven ·  
Michaelsen ·
Pétilleau ·
Redant (tot 30/04) ·
Roux · 
Skibby ·
van der Steen ·
Van Dyck ·
Van Petegem ·
Voskamp · 
Asmaker (stagiair) ·
van Kessel (stagiair) ·
Vries (stagiair)
Andersen · 
Holm (tot 30/04) ·
Jørgensen · 
Kyneb ·
Nelissen ·
Piziks ·
Rosborg ·
Silovs · 
Skibby · 
Steen Nielsen ·
Strange Jacobsen
Andersen ·
Blaudzun · 
Colonna ·
Jørgensen · 
Kyneb ·
Larsen ·
Piziks ·
Rosborg ·
Sandstød ·
Silovs · 
Skibby · 
Steen Nielsen ·
Strange Jacobsen ·
Streel (tot 15/09) 
Andersen ·
Blaudzun · 
Corvers ·
Gilmore ·
Hamburger ·
Hoffman ·
Johansen ·
Jørgensen · 
Kyneb ·
Larsen ·
Bjarke Nielsen · 
Piil ·
Piziks ·
Rasmussen ·
Rittsel ·
Sandstød ·
Skibby · 
Michael Steen Nielsen ·
Ruberti (stagiair)